# John Astin
John Allen Astin (Baltimore, Maryland, 30 de marzo de 1930) es un actor y director estadounidense. Ampliamente conocido por interpretar a Gómez Addams en la serie de televisión The Addams Family que se transmitió desde 1964 a 1966. Astin actualmente es el último superviviente del elenco de la serie.

## Carrera artística

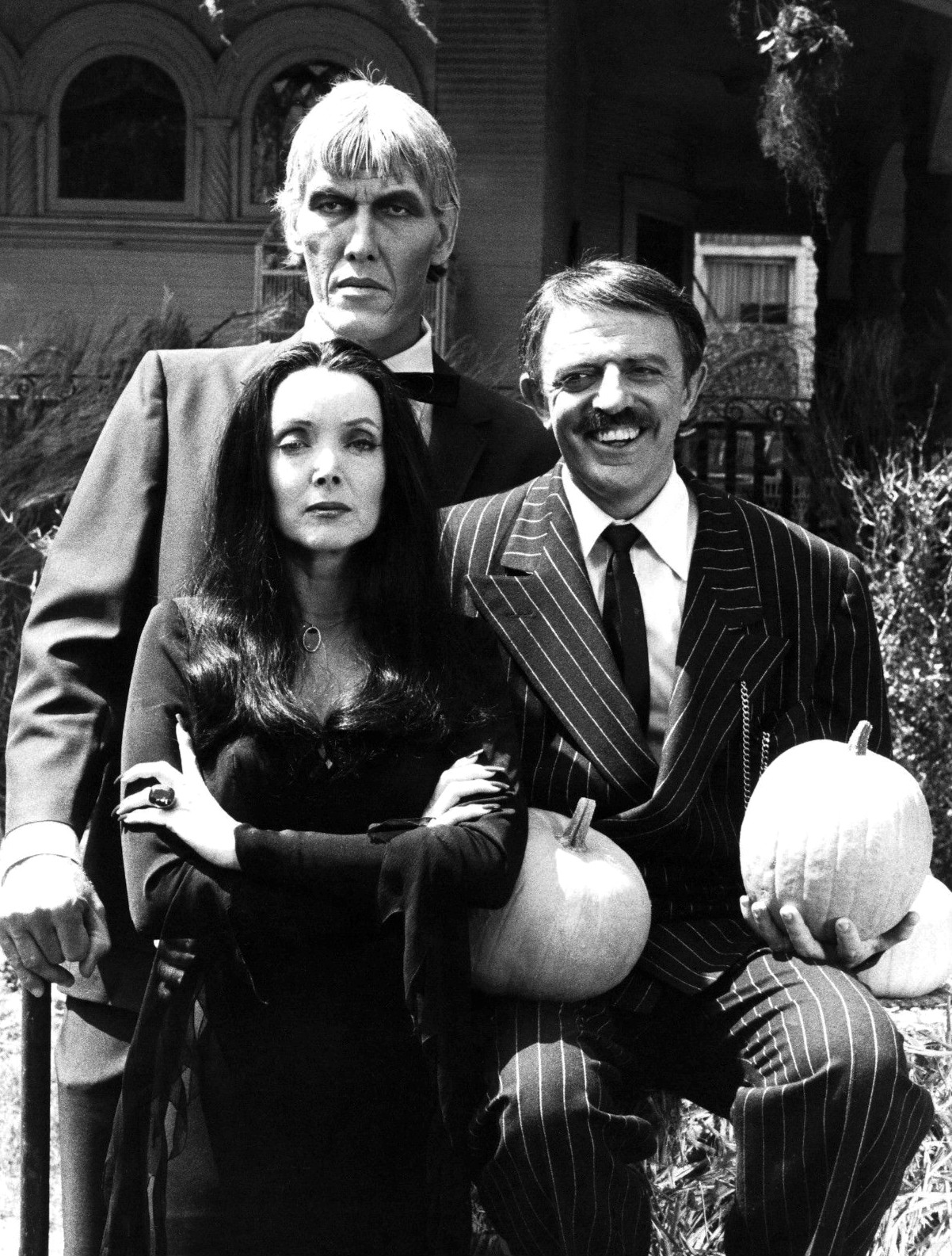
John Astin, Ted Cassidy y Carolyn Jones en Halloween with the New Addams Family de 1977.

Mundialmente famoso por haber interpretado al patriarca de la familia Addams: Gomez Addams (Gómez Addams en España y Homero Addams en Hispanoamérica) en The Addams Family. También sustituyó al actor Frank Gorshin como el villano Riddler en dos episodios de la serie de TV de Batman.
De 1964 a 1966, actuó en The Addams Family como Gómez Addams, el jefe de la familia macabra. También participó en el mismo papel en el especial Halloween with the New Addams Family de 1977. Apareció en el programa de televisión La nueva familia Addams como abuelo Addams en 1998, con el papel de Gómez Addams interpretado por Glenn Taranto.
En 1972 se casó con la actriz Patty Duke hasta 1985 y con ella fue padre de Mackenzie Astin y adoptó al también actor Sean Astin, fruto de un breve matrimonio anterior de Duke. Anteriormente, de 1956 a 1971, estuvo casado con Susan Hahn con la que tuvo tres hijos, David, Allen y Tom. En 1989 se casó en terceras nupcias con Valerie Ann Sandobal, el matrimonio reside en Baltimore, Maryland.
En 1977 regresó a la televisión con la serie cómica El submarino rosa, en la cual dio vida al personaje del comandante Marshall, encargado de un submarino que por error termina pintado de color rosa. 
Actualmente enseña método de actuación y dirección en el Departamento de Artes y Estudios de Teatro en la Universidad Johns Hopkins.
Recibió una nominación al Óscar por Prelude, un cortometraje que escribió, produjo y dirigió. Fue nominado para un Premio Ace por su trabajo en Tales from the Crypt, y recibió una nominación al Emmy por dar la voz de Gómez Addams en la serie animada de ABC de los años noventa La familia Addams. 
También expresó el carácter Bull Gator en la serie animada Tazmania. Sirvió durante cuatro años en el Consejo de Administración de la Writers Guild of America, y ha participado activamente en los asuntos comunitarios en Los Ángeles y Santa Mónica.
Su último trabajo fue en la película llamada Starship II: Rendezvous with Ramses de 2015, donde interpretó el personaje del Professor Peabody.

## Filmografía
Como actor
- Starship II: Rendezvous with Ramses (2015)
- Where's Selma? (2009)
- Starship II: Rendezvous with Ramses (2008)
- What the Bleep!?: Down the Rabbit Hole (2006)
- School of Life (2005)
- Out of Habit (2002)
- Betaville (2001)
- Kid Quick (2000)
- The New Addams Family (1998)
- The Frighteners (1996)
- The Twisted Adventures of Felix the Cat (1995)
- Harrison Bergeron (1995)
- Runaway Daughters (1994)
- Silenzio dei prosciutti, Il (1994)
- Huck and the King of Hearts (1993)
- Stepmonster (1993)
- Taz-Mania (1991) (voz)
- Killer Tomatoes Eat France! (1991)
- Gremlins 2: la nueva generación
- Killer Tomatoes Strike Back! (1990)
- Night Life (1989)
- The Saint: The Blue Dulac (1989)
- Return of the Killer Tomatoes! (1988)
- Teen Wolf Too (1987)
- Adventures Beyond Belief (1987)
- Body Slam (1986)
- Mr. Boogedy (1986)
- Mary (1985)
- National Lampoon's European Vacation (1985)
- Operation Petticoat (1977)
- Halloween with the New Addams Family (1977)
- Operation Petticoat (1977)
- Viernes alocado (1976)
- The Dream Makers (1975)
- Only with Married Men (1974)
- Skyway to Death (1974)
- The Brothers O'Toole (1973)
- Get to Know Your Rabbit (1972)
- Every Little Crook and Nanny (1972)
- Evil Roy Slade (1972)
- Wacky Taxi (1972)
- Two on a Bench (1971)
- Bunny O'Hare (1971)
- Viva Max! (1969)
- Prelude (1968)
- Batman (1967)
- Sheriff Who (1967)
- The Spirit Is Willing (1967)
- The Pruitts of Southampton (1966)
- The Addams Family (1966)
- Move Over, Darling (1963)
- The Wheeler Dealers (1963)
- Period of Adjustment (1962)
- That Touch of Mink (1962)
- I'm Dicknes...He's Fenster (1962)
- West Side Story (1961)
- The Pusher (1960)

Como director
- Stepmonster (1993)
- Night Creatures (1988)
- Body Slam (1987)
- Ethel Is an Elephant (1980)
- Getting There (1980)
- Operation Petticoat (1977)
- Rosetti and Ryan: Men Who Love Women (1977)
- Holmes and Yo-Yo (1976)
- Wacky Taxi (1972)
- Prelude (1968)

Nota: Se incluyen las películas de TV y cine y series de televisión.

## Premios y distinciones
Óscar
| Año  | Categoría          | Película | Resultado |
| ---- | ------------------ | -------- | --------- |
| 1969 | Mejor cortometraje | Prelude  | Nominado  |